# 마들렌 말롱가
마들렌 말롱가(프랑스어: Madeleine Malonga, 1993년 12월 25일~)는 프랑스의 유도 선수이다. 2020년 하계 올림픽 하프헤비급에서 은메달을 획득했으며 혼성 단체전에서 금메달을 획득했다. 또한 세계 선수권 대회에서 금메달 1개, 은메달 1개를 획득했고 유럽 선수권 대회에서 금메달 2개, 동메달 1개를 획득했다.